# Koit Toome
Koit Toome (Tallin, RSS de Estonia, Unión Soviética, 3 de enero de 1979) es un cantante y actor de musicales estonio.

## Carrera
A fines de 1994, el productor Mikk Targo creó el dúo de pop Code One, conformado por Koit Toome y Sirli Hius. Gozaron de cierto éxito en las listas de sencillos en su natal Estonia hasta su separación, en 1998.
Poco tiempo después, y luego de la separación de Code One, Toome participó del programa Eurolaul 1998 con la canción "Mere lapsed", con el objetivo de representar a su país en el Festival de Eurovisión. Koit se alzó con el primer puesto, teniendo el derecho de viajar a Birmingham, Reino Unido, donde se realizaría el certamen. Finalmente, Toome alcanzó el 12° puesto con 36 puntos. Ese mismo año, comenzó a grabar su primer álbum de estudio con canciones compuestas por él mismo. 
En 2007, obtuvo el primer lugar en el concurso Tantsud tähtedega, la versión estonia del concurso Dancing with the Stars, junto a su compañera de baile Kerttu Tänav.
Además de su carrera como cantante y bailarín, Toome también trabajó como actor de doblaje. Interpretó la voz en estonio de El Rayo McQueen de la película animada de Disney, Cars.
En 2017 se presenta a la preselección estona junto con la cantante Laura y el tema "Verona", convirtiéndose en los representantes de Estonia en el Festival de Eurovisión de 2017 gracias al voto del público.

### Teatro Musical
Koit hizo su debut en una obra musical cuando interpretó el papel de Alfred en Dance of the Vampires, seguido de su interpretación de Marius en Los miserables, Chris en Miss Saigón, y el de Tony en West Side Story. Además, obtuvo el papel principal en las obras Chess, Rent y Hair, las que se presentaron en Estonia y Alemania.

### Discografía
Álbumes
- 1999 "Koit Toome" DayDream Records
- 1998/2005 Duetid "Puudutus" U-Boot Stuudio
- 2007 "Allikas"
- 2009 "Sügav kummardus õpetajale", cantando canciones de John Coltrane
- 2010 "Kaugele siit" KT Music OÜ
- 2013 "Tagasi Alguses"